# Suga Madhukarahi
Suga Madhukarahi (nep. सुगा मधुकराही) – gaun wikas samiti w środkowej części Nepalu w strefie Dźanakpur w dystrykcie Dhanusa. Według nepalskiego spisu powszechnego z 2011 roku liczył on 767 gospodarstw domowych i 4488 mieszkańców (2233 kobiety i 2255 mężczyzn).